# Іващенко Іван Григорович
Іван Григорович Іващенко (нар. 12 лютого 1923, смт Ольгинка, тепер Волноваського району Донецької області — 2007, місто Київ) — український радянський та партійний діяч, 1-й секретар Ровенського райкому КПУ Ровенської області, секретар Ровенського обкому КПУ. Депутат Верховної Ради УРСР 5—6-го скликань.

## Біографія
Народився в селянській родині. Закінчив школу. Член ВЛКСМ з 1938 року.
З серпня 1941 року — в Червоній армії, учасник німецько-радянської війни з 1942 року. Служив командиром кулеметної роти 2-го стрілецького батальйону 155-го гвардійського стрілецького полку 52-ї гвардійської стрілецької дивізії 12-го гвардійського стрілецького корпусу.
Член ВКП(б) з 1945 року.
Після демобілізації працював вчителем у школі, потім — в апараті Будьоннівського районного комітету КП)б)У міста Сталіно (Донецька). У 1949 році закінчив Вищу партійну школу.
З 1949 року — на відповідальній партійній роботі в місті Ровно (тепер — Рівне) Ровенської (Рівненської) області.
З середини 1950-х до 1962 року — 1-й секретар Ровенського районного комітету КПУ Ровенської області. У 1962 — січні 1965 року — секретар партійного комітету Ровенського виробничого колгоспно-радгоспного управління. У січні — лютому 1965 року — 1-й секретар Ровенського районного комітету КПУ Ровенської області.
24 лютого 1965 — 14 червня 1973 року — секретар Ровенського обласного комітету КПУ.
Заочно закінчив Львівський сільськогосподарський інститут, здобув спеціальність агронома.
З 1973 року — на відповідальній роботі у місті Києві.
Потім — на пенсії у Києві.

## Звання
- гвардії лейтенант

## Нагороди
- орден Леніна (26.02.1958)
- орден Вітчизняної війни І ст. (6.04.1985)
- орден Олександра Невського (5.05.1945)
- медалі